# Elecciones provinciales de Jujuy de 2007
Las elecciones generales de la provincia de Jujuy de 2007 tuvieron lugar el 28 de octubre del mencionado año con el objetivo de renovar los cargos de gobernador y vicegobernador, y 24 de los 48 escaños de la Legislatura Provincial Jujeña, que conformarían los poderes ejecutivo y legislativo para el período 2007-2011. Tuvieron lugar al mismo tiempo que las elecciones presidenciales y legislativas a nivel nacional. Fueron las séptimas elecciones provinciales jujeñas desde la recuperación de la democracia, y las vigésimo cuartas desde la instauración del sufragio secreto.
El gobernador Eduardo Fellner no podía presentarse a la reelección luego dos mandatos al cargo de la provincia (1999-2003 y 2003-2007), por lo cual la candidatura recayó en su vice Walter Barrionuevo. Un sector del peronismo, que había sido impedido de participar de las internas del PJ, refundó el partido Blanco de Los Trabajadores y conformó el Frente Primero Jujuy, el cual llevó como candidato al Diputado Nacional Carlos Daniel Snopek. La UCR volvió a conformar el Frente Jujeño junto al MPJ y otros partidos menores, pero no llevó a Gerardo Morales como candidato a gobernador como en las últimas tres elecciones (ya que este acompañó a Roberto Lavagna en la fórmula presidencial de Una Nación Avanzada), sino que escogió al también Diputado Nacional Alejandro Nieva. Otros dos candidatos surgieron del PJ, el diputado Rubén Daza por el Frente Unión por Jujuy-Concertación Plural y Gloria Macías por el Frente por la Paz y la Justicia. Los cuatro candidatos peronistas llevaron a Cristina Fernández de Kirchner como candidata a Presidenta.
Al ser la boleta oficial del Frente para la Victoria y al llevar al gobernador Fellner como candidato a Diputado Nacional, Walter Barrionuevo pudo imponerse con el 35.97%, un poco más de 5 puntos por encima del peronista disidente Snopek, que logró el 29.96%. En cuanto al radicalismo, se ubicó en tercer lugar con el 21.11%, siendo su peor elección desde el retorno de la democracia.
Con respecto a la legislatura provincial, el FpV se quedó con 11 de los 24 escaños, el Frente Primero Jujuy con siete y el Frente Jujeño con seis. Los cargos electos asumieron el 10 de diciembre.

## Resultados

### Gobernador y Vicegobernador
|  | 35.97 % |

|  | 29.96 % |

|  | 21.11 % |

|  | 5.66 % |

|  | 4.60 % |

|  | 0.86 % |

|  | 0.85 % |

|  | 0.52 % |

|  | 0.47 % |

|  | 85.55 % |

|  | 13.01 % |

|  | 1.44 % |

|  | 100.00 % |

|  | 75.14 % |

### Legislatura Provincial
|  | 36.06 % |

|  | 25.46 % |

|  | 20.71 % |

|  | 5.67 % |

|  | 5.55 % |

|  | 2.35 % |

|  | 0.93 % |

|  | 0.90 % |

|  | 0.89 % |

|  | 0.54 % |

|  | 0.50 % |

|  | 0.45 % |

|  | 84.50 % |

|  | 13.98 % |

|  | 1.53 % |

|  | 100.00 % |

|  | 75.14 % |